# Expreso 6 (Metropolitano)
El servicio Expreso 6 es uno de los 15 expresos que forma parte del Metropolitano en Lima, se lo puede reconocer por el color negro y el logo de un "EX6" en los buses troncales.
Comenzó a brindar servicio el 30 de enero del 2017, desde su inauguración ha tenido algunos cambios de paraderos y cambios de horario, sin embargo, su ruta presentada sigue vigente hasta la actualidad, partiendo desde la estación Izaguirre hasta la estación Benavides solo de norte a sur. 
Comparte relación con el expreso 7 y 8 al haber sido los 3 inaugurados el mismo día y ser los primeros expresos en no terminar su recorrido en un terminal del Metropolitano.

## Horarios
| Horario de operación | Horario de operación | Horario de operación |
| EXPRESO              | Hacia el Sur         | Hacia el Norte       |
| -------------------- | -------------------- | -------------------- |
| Lunes a viernes      | 05:30 a 10:00        | Sin Servicio         |
| Sábados              | Sin Servicio         | Sin Servicio         |
| Domingos y feriados  | Sin Servicio         | Sin Servicio         |

## Estaciones
A continuación, todas las estaciones del Expreso 6, en algunas estaciones se podían interconectar con diferentes servicios o expresos para una movilización de norte a sur más rápida.
| \| N.º \| Estación \| Común con: \| \| ----------------------------- \| ---------------------------------- \| ---------- \| \| 1 \| Izaguirre (Embarque 2 sur) \| \| \| 2 \| Independencia \| \| \| RAMAL ALFONSO UGARTE - ESPAÑA \| \| \| \| RAMAL SUR \| \| \| \| 3 \| Estación Central (Embarque 10 sur) \| \| \| 4 \| Javier Prado \| \| \| 5 \| Canaval y Moreyra / Andrés Reyes \| \| \| 6 \| Angamos \| \| \| 7 \| Benavides (Embarque 1 sur) \| \| |                                    | |
| N.º | Estación                           | Común con: |
| 1 | Izaguirre (Embarque 2 sur)         | |
| 2 | Independencia                      | |
| RAMAL ALFONSO UGARTE - ESPAÑA |                                    | |
| RAMAL SUR |                                    | |
| 3 | Estación Central (Embarque 10 sur) | Regular A · Regular C · Expreso 1 · Expreso 5 · Expreso 7 · Expreso 10 · Expreso 11 · Expreso 12 · Expreso 13 · Super Expreso Norte |
| 4 | Javier Prado                       | Regular C · Expreso 1 · Expreso 2 · Expreso 5 · Expreso 7 · Expreso 12                                                              |
| 5 | Canaval y Moreyra / Andrés Reyes   | Regular C · Expreso 1 · Expreso 2 · Expreso 5 · Expreso 7 · Expreso 9 · Expreso 12                                                  |
| 6 | Angamos                            | Regular C · Expreso 1 · Expreso 2 · Expreso 5 · Expreso 7 · Expreso 9 · Expreso 12 · Super Expreso                                  |
| 7 | Benavides (Embarque 1 sur)         | Regular C · Expreso 9 · Expreso 12 · Super Expreso                                                                                  |

## Lugares recurrentes en los distritos de la trayectoria
Independencia
- Gasolinera Repsol: Av. Gerardo Unger 3869.
- Clínica Jesús del Norte:Av. Carlos Izaguirre 173.
- Municipalidad de Independencia: Av. María Prado de Bellido 800.

Centro de Lima - Breña (ramal de Av. Alfonso Ugarte y Av. España.)
- Central Operativa de Investigación Policía Nacional del Perú: Av. España 321.
- Real Plaza Centro Cívico (Conexión directa con la Estación Central)
- (Arriba de la Estación Central) Palacio de Justicia de la República del Perú, Av. Paseo de la República
- (Arriba de la Estación Central) Sheraton Lima Historic Center (Hotel Sheraton) Av. Paseo de la República 170.

La Victoria
- Edificio Interbank: Av. Carlos Villarán 197
- Ajinomoto del Perú S.A.: Av. P. de la República 2455

San Isidro
- The Westin Lima Hotel & Convention Center: Calle Las Begonias 450
- Hipermercado Tottus: Calle Las Begonias 785
- Falabella San Isidro:Av. P. de la República 3220
- Ripley San Isidro:Calle Las Begonias 545
- Plaza Vea San Isidro: Av. P. de la República 3440
- Edificio Entel: Av. P. de la República 3490

Miraflores
- Centro Comercial Inka Plaza: Av. Arequipa 5031
- Parque Reducto N°2: Calle Ramón Ribeyro 490